# ملعب دورا الدولي
يقع ملعب دورا الدولي في مدينة دورا جنوب محافظة الخليل، وتصل قدرته الاستيعابية حوالي 18,000 مشاهد ببنائه الحالي، وبتكلفة إجمالية تزيد عن 7 ملايين دولار أمريكي. وبدأت أعمال بناء الملعب عام 2003 وافتتح الملعب عام 2011 بمبارة ودية ما بين المنتخب الأولمبي الفلسطيني ونظيره الإيطالي، حيث فاز بها المنتخب الفلسطيني بثلاثية نظيفة.
في فبراير 2018، سُمي الملعب على اسم هواري بومدين، الرئيس الثاني للجزائر والذي كان مؤيدًا للرئيس الفلسطيني الراحل ياسر عرفات.
في نوفمبر 2019، سُجل نشاط أكبر كوفية في العالم بمساحة 3000 متر مربع في الاستاد تكريمًا للرئيس الفلسطيني الراحل ياسر عرفات.